# ماراثون فلسطين
ماراثون فلسطين هو حدث سنوي للجري على الطرقات، يشمل سباقات الماراثون ونصف الماراثون لمسافات 21 كم، 10 كم و 5 كم وتجري هذه السباقات في شوارع مدينة بيت لحم في فلسطين. أجري الماراثون لأول مرة في 21 أبريل 2013،  ويقام سنويًا منذ ذلك الحين.

## الأهداف والتنظيم
أُنشيء ماراثون فلسطين لتسليط الضوء على القيود المفروضة على حرية تنقل الفلسطينيين، وخاصة المرأة الفلسطينية.  ابتكر فكرة تنظيم سباق ماراثون في بيت لحم في الأصل اثنان من رواد الأعمال الدنماركيين، لارك هاين وسيجن فيشر،   بعد إلغاء الماراثون السنوي للأونروا في قطاع غزة لأن سلطات حماس لم تسمح للنساء بالمشاركة، مثل قال أنه مخالف لقوانين الإسلام.   صرحت فيشر أن فكرة تنظيم الماراثون خطرت لها أولاً بينما كانت تنتظر عند نقطة تفتيش.  عمل هاين وفيشر مع نظرائهم المحليين بمن فيهم جورج زيدان،  أسسوا مجموعة جري أسموها "الحق في التنقل"،   التي نظمت الماراثون الأول بدعم من اللجنة الأولمبية الفلسطينية (POC).  
نظّمت اللجنة الأولمبية الفلسطينية الحدث الخامس في عام 2017 مباشرة، وغيّرت اسم السباق من "الحق في التنقل" إلى "حرية الحركة".   أصدرت مجموعة الحق في الحركة بيانًا بعد سباق 2017 للاحتفال بالإقبال القياسي للحدث. 

## حدث 2013
أقيم ماراثون فلسطين الأول في 21 أبريل 2013، ابتداءً من الساعة 8 صباحًا من ساحة المهد. لأنه لم يكن من الممكن إيجاد 42 كم تمتد داخل الأراضي الفلسطينية دون المرور بنقاط التفتيش الإسرائيلية، تقرر عقد الحدث في 11 كم تمتد، والتي سيكملها عداءو الماراثون الكامل 4 مرات.  كانت نقطة البداية والنهاية في ساحة المهد مقابل كنيسة المهد مباشرة، وسار الطريق بمحاذاة شارع المهد مروراً بمخيم عايدة على امتداد شارع القدس الخليل مروراً بمخيم الدهيشة وانتهاءً بمدينة الخضر.، حيث قام العداءون بالانعطاف للخلف ليركضوا نفس الطريق عائدينًا نحو ميدان مانجر.  جلب الطريق العدائين على طول الجدار بين مخيم عايدة ونقطة التفتيش 300. كان على عداءي الماراثون الكامل أن يكملوا الحلقة مرتين، وكان على العدائين في نصف الماراثون إكمال الحلقة مرة واحدة.
أقيم الماراثون بعد 6 أيام من تفجير ماراثون بوسطن، والتقى العديد من العدائين والمنظمين في اليوم السابق في ساحة المهد للاحتفال على ضوء الشموع تضامناً مع ضحايا التفجير. وطالب جبريل الرجوب، رئيس المركز، المتسابقين بإحناء رؤوسهم لمدة دقيقة صمت إحياء لذكرى الضحايا قبل بدء السباق. 
في الأيام التي سبقت الدورة، منعت إسرائيل 25 عداءً من قطاع غزة من السفر عبر إسرائيل للوصول إلى السباق في الضفة الغربية. وكان من بين المتسابقين المحظورين ماجد أبو مراحيل، عداء المسافات الطويلة الذي كان يحمل العلم الفلسطيني في دورة الألعاب الأولمبية الصيفية 1996، ونادر المصري، الذي مثل فلسطين في أولمبياد صيف 2008. 
حقيقة أن السباق أقيم في بيت لحم، الواقعة داخل المنطقة أ من الضفة الغربية، يعني أنه لا يمكن للمواطنين الإسرائيليين المشاركة بشكل قانوني. اتخذ منظم الحدث، سيني فيشر، قرارًا صعبًا بالاتصال بالإسرائيليين المسجلين ومطالبتهم بعدم الحضور؛  ومع ذلك، تظاهر الإسرائيلي إيلون جلعاد بأنه كندي من أجل المشاركة. 
تم توثيق الماراثون في فيلم عام 2014 للمخرجين الدنماركيين سيمون كاسبيرسن ويوهان بليم لارسن. 
كان المسار هو نفسه كما في عام 2013، نقطة البداية والنهاية من ميدان مانجر. اشترك في السباق أكثر من 3000 عداء من 39 جنسية مختلفة،  وكان 34٪ من المتسابقين من النساء.  كان المصور جاكوب هولدت أحد المتسابقين. تم نحت ميداليات التشطيب من خشب الزيتون المحلي. 
رفضت السلطات الإسرائيلية مرة أخرى تصاريح سفر للعدائين من غزة، بمن فيهم نادر المصري.  لتبرير القرار، ذكرت هيئة إصدار التصاريح أن "الماراثون مدعوم من قبل السلطة الفلسطينية وملوث بظلال سياسية تنزع الشرعية عن دولة إسرائيل".  تم تأكيد القرار من قبل المحكمة العليا في إسرائيل. 
على الرغم من المخاوف الأمنية الأكبر للعام السابق، بما في ذلك التهديد المبلغ عنه الذي يزعم أن حماس ستستهدف الحدث،  دخل مواطنان إسرائيليان على الأقل بشكل غير قانوني المنطقة أ من أجل المشاركة في الماراثون. 

## حدث 2015
أقيم ماراثون فلسطين 2015 في 27 مارس، على نفس مسار العامين السابقين بدءًا من ساحة المهد. بدأ المنظمان الدنماركيان هاين وفيشر بتسليم تنظيم الماراثون إلى زيدان وأعضاء محليين آخرين من منظمة الحق في الحركة،  جنبًا إلى جنب مع POC.  على الرغم من أن لديهم مخاوف في البداية من أن الحضور الدولي سينخفض بسبب الصراع بين إسرائيل وغزة عام 2014، إلا أن ما مجموعه 3093 مشاركًا في الحدث - وهو الأعلى حتى الآن.  حضر 49 جنسية وشارك عدد من أعضاء البرلمان الدنماركي، بما في ذلك ستاين بريكس، بيرنيل سكيبر، جينس جويل وليف هولم أندرسن. 
39٪ من المتسابقين كانوا من الإناث، وهي أعلى نسبة في تاريخ السباق - ووفقًا للمنظمين، تعد واحدة من أعلى المعدلات في العالم.  وكان من بين الممثلين البارزين في هذا الحدث النساء الفلسطينيات إيتال إسماعيل، المدير العام للمجلس الأعلى للشباب والرياضة لدولة فلسطين، وفيرا بابون، أول سيدة تتولى رئاسة بلدية بيت لحم. 
وللمرة الأولى، سُمح لـ 46 عداءً من غزة بالمشاركة في الحدث، والفائز هو نادر المصري من قطاع غزة، الذي دُمر منزله في الصراع بين إسرائيل وغزة 2014.  كما احتل سكان غزة المركز الثاني والثالث في بطولة الرجال. 

## حدث 2016
جرى ماراثون فلسطين عام 2016 في الأول من نيسان (أبريل)، على نفس مسار السنوات السابقة. تم تنظيمه من قبل منظمة الحق في الحركة، إيتال إسماعيل، وشركاء آخرون.  تم دعم ترتيبات السفر من قبل يامسافر. شارك في السباق أكثر من 4000 مشارك - وهو أكبر عدد على الإطلاق، على الرغم من حرمان المشاركين من غزة من تصاريح السفر لحضور الحدث، بما في ذلك الفائز في الماراثون الثالث، نادر المصري.  كان وقت الانتهاء هو الأسرع حتى الآن، حيث أنهى الفائز ميرفين ستينكامب السباق بزمن قدره 02:35:26، متقدماً بفارق 15 دقيقة عن صاحب المركز الثاني. 

## حدث 2017
أقيم ماراثون فلسطين 2017 في 31 مارس بنفس مسار السنوات السابقة. للسنة الأولى، تضمن السباق 2كم "سباق عائلي"،  جنبًا إلى جنب مع 10 كم ونصف الماراثون وسباقات الماراثون الكاملة. كان السباق يضم ما يقرب من 5500  إلى 6000   مشارك مسجل من 65 دولة مختلفة، بما في ذلك 150 من المملكة المتحدة.  وصل عدد المشاركات المسجلات إلى 50٪ من التسجيلات لأول مرة في تاريخ ماراثون فلسطين  - أعلى بكثير من المتوسط العالمي البالغ 30٪.  تنافس 500 عداء من ذوي الإعاقة في هذا الحدث. وقال محافظ بيت لحم جبرين البكري إن الفعالية "تفتح المجال لتدعيم النقاط والتركيز على القضايا الاجتماعية المختلفة بما في ذلك حقوق الأشخاص ذوي الإعاقة".  ولأول مرة، تولى مركز القيادة المسؤولية المباشرة عن تنظيم السباق، وتغيير اسم الحدث من "الحق في التنقل" إلى "حرية الحركة".  
مُنع 36 من 50 مشاركًا مسجلاً من غزة من الحصول على تصاريح للسفر إلى الحدث،  بالإضافة إلى ستة مدراء رياضيين.  للمرة الثالثة، مُنع الفائز نادر المصري من المشاركة في 2015. 
سجل الممثل الكوميدي البريطاني وعداء الماراثون الشهير إيدي إيزارد للمشاركة في ماراثون فلسطين 2017؛ ومع ذلك، فقد تعرض لانتقادات من حركة المقاطعة وسحب الاستثمارات والعقوبات الفلسطينية لأدائه حفلة في تل أبيب في اليوم السابق للحدث.  أصدر منظمو الحدث بيانًا عبر تويتر يفيد بأن إيزارد "لا يمكنه الركض" إذا أدى العرض؛ ورد عزارد في بيان أن السلطة الفلسطينية تسمح له بالترشح، ولكن بسبب عدم رغبة "الآخرين" في ذلك، فإنه لن يشارك. 

## حدث 2018
جرى ماراثون فلسطين عام 2018 في 23 آذار / مارس على نفس مسار السنوات السابقة. شارك في السباق أكثر من 7000 مشارك - وهو أكبر عدد على الإطلاق، على الرغم من منع المشاركين من غزة من تصاريح السفر لحضور الحدث.

## ماراثون فلسطين 22 آذار 2019.

### قائمة الفائزين في ماراثون فلسطين
| الإصدار | سنة           | الفائزون (الرجال)                       | الوقت (ساعة : دقيقة : ثانية) | الفائزات                       | الوقت (ساعة : دقيقة : ثانية) |
| ------- | ------------- | --------------------------------------- | ---------------------------- | ------------------------------ | ---------------------------- |
| السابع  | 22 مارس 2019  | كوينتين غيلون (FRA)                     | 2:42:41                      | سفيتلانا ستانكو كليمينكو (UKR) | 3:15:14                      |
| السادس  | 23 مارس 2018  | يوري بلاهود (UKR)                       | 2:45:56                      | أنيس كومينر (FRA)              | 3:15:22                      |
| الخامس  | 31 مارس 2017  | ميرفين ستينكامب (RSA)                   | 2:51:06                      | كاتي ديسبريز (USA)             | 3:15:10                      |
| الرابعة | 1 أبريل 2016  | ميرفين ستينكامب (RSA)                   | 2:35:26                      | أليسيا سافيدرا (SWE)           | 3:30:40                      |
| الثالث  | 27 مارس 2015  | نادر المصري (PLE)                       | 2:57:14                      | مايبريت كريستوفرسن (DEN)       | 3:19:26                      |
| الثاني  | 11 أبريل 2014 | أندرس رومر (DEN) مورتن هفيدتفيلدت (DEN) | 2:51:13                      | باولا (ITA)                    | 3:30:13                      |
| الأول   | 21 أبريل 2013 | عبد الناصر عواجنة (PLE)                 | 3:09:47                      | كريستين جيبلر (USA)            | 3:36:37                      |

## روابط خارجية
- الموقع الرسمي